# 伯克霍夫-格罗滕迪克定理
在代数几何学中，伯克霍夫-格罗滕迪克定理（英文：Birkhoff–Grothendieck theorem）刻画了复射影直线上的全纯向量丛。具体而言，所有 {\displaystyle {\displaystyle \mathbb {CP} ^{1}}}上的全纯向量丛都是全纯线丛的直和。

## 正式表述
伯克霍夫-格罗滕迪克定理指出，在{\displaystyle {\displaystyle \mathbb {CP} ^{1}}} 上，任何一个全纯向量丛 {\displaystyle {\mathcal {E}}} 总是全纯同构于线丛的直和
{\displaystyle {\mathcal {E}}\cong {\mathcal {O}}(a_{1})\oplus \cdots \oplus {\mathcal {O}}(a_{n}).}
该表示在不计直和项的排列顺序的意义下是唯一的。

## 推广
伯克霍夫-格罗滕迪克定理可以被推广。对于复射影直线 {\displaystyle \mathbb {P} _{k}^{1}} 上的代数向量丛，该结论也成立，其中 {\displaystyle k} 是任意的一个域。

## 延伸阅读
- Okonek, C.; Schneider, M.; Spindler, H. . Progress in Mathematics. Birkhäuser. 1980.